# 菲亞特 (堪薩斯州)
菲亞特（英語：Fiat）是位於美國堪薩斯州艾克縣的一個鬼鎮。

## 歷史
菲亞特的郵政局於1882年設立，直到1898年結束營運。